# Michael Crichton
John Michael Crichton (Chicago, 23 de outubro de 1942 — Los Angeles, 4 de novembro de 2008) foi um autor, roteirista, diretor de cinema, produtor e médico estadunidense mais conhecido por seu trabalho nos gêneros de ficção científica, ficção médica e thriller. Seus livros já venderam mais de 200 milhões de cópias em todo o mundo e muitos foram adaptados em filmes.

## Biografia
Em 1994, Crichton tornou-se o único artista criativo a ter obras simultâneas no topo da televisão (ER), cinema (Jurassic Park) e vendas de livros (Disclosure) dos Estados Unidos.
No início da carreira usou pelo menos três pseudônimos: John Lange, Jeffery Hudson e Michael Douglas
Seu gênero literário pode ser descrito como thriller tecnológico, que é, geralmente, a união de ação e de detalhes técnicos. Seus romances muitas vezes exploram a tecnologia e as falhas da interação humana com ela, especialmente resultando em catástrofes com biotecnologia.
Muitos de seus romances têm termos médicos ou científicos, refletindo seu treino médico e científico — Crichton era formado em medicina pela Harvard Medical School.
Escreveu, entre outras obras, The Andromeda Strain (1969), Congo (1980), Sphere (1987), Travels (1988), Jurassic Park (1990), Rising Sun (1992), Disclosure (1994), The Lost World (1995), Airframe (1996), Timeline (1999), Prey (2002), State of Fear (2004), Next (2006, o último livro publicado antes de sua morte), Pirate Latitudes (2009), um techno-thriller incompleto, Micro, que foi publicado em novembro de 2011, e Dragon Teeth, um romance histórico ambientado durante a "guerra dos ossos", que foi publicado em todo o mundo em maio de 2017.
Crichton morreu no dia 4 de novembro de 2008 por conta de um linfoma.

## Obras de não-ficção
| Year | Título original | Título em Português                                  | Tradutor(a)   |
| ---- | --------------- | ---------------------------------------------------- | ------------- |
| 1970 | Five Patients   | Cinco casos, Cinco pacientes ou O hospital do futuro | Roberto Grey  |
| 1977 | Jasper Johns    |                                                      |               |
| 1983 | Electronic Life |                                                      |               |
| 1988 | Travels         | Álbum de viagens                                     | Alberto Lopes |

## Obras de ficção (parcial)
| Ano  | Título original                               | Título em Português | Tradutor                              | # sequencial dos livros | Em seu próprio nome ou sob pseudônimo!                                  |
| ---- | --------------------------------------------- | --- | ------------------------------------- | ----------------------- | ----------------------------------------------------------------------- |
| 1966 | Odds On                                       | |                                       | 1                       | como John Lange                                                         |
| 1967 | Scratch One                                   | |                                       | 2                       | como John Lange                                                         |
| 1968 | Easy Go também intitulado como The Last Tomb) | |                                       | 3                       | como John Lange                                                         |
| 1968 | A Case of Need                                | Um caso de necessidade | Alberto Lopes                         | 4                       | sob pseudônimo Jeffery Hudson (relançado como Michael Crichton em 1993) |
| 1969 | Zero Cool                                     | Autópsia na Espanha |                                       | 5                       | como John Lange                                                         |
| 1969 | The Andromeda Strain                          | O enigma de Andrômeda | Fábio Fernandes                       | 6                       | Sim                                                                     |
| 1969 | The Venom Business                            | |                                       | 7                       | como John Lange                                                         |
| 1970 | Drug of Choice ou Overkill                    | |                                       | 8                       | como John Lange                                                         |
| 1970 | Dealing                                       | |                                       | 9                       | como Michael Douglas (em coautoria com seu irmão Douglas Crichton)      |
| 1970 | Grave Descend                                 | '''O último mergulho''' |                                       | 10                      | como John Lange                                                         |
| 1972 | Binary                                        | '''Binário''' | Luiz Carlos do Nascimento Silva       | 11                      | como John Lange (relançado como Michael Crichton em 1993)               |
| 1972 | The Terminal Man                              | '''O homem terminal''' | Gilson B. Soares                      | 12                      | Sim                                                                     |
| 1975 | The Great Train Robbery                       | '''O grande roubo do trem''' | Aulyde Soares Rodrigues               | 13                      | Sim                                                                     |
| 1976 | Eaters of the Dead ou ainda The 13th Warrior  | '''Devoradores de mortos: o manuscrito de Ibn Fadlan, relatando suas experiências com os nórdicos em 922''' ou '''Canibais''' (Portugal) | Gilson B. Soares                      | 14                      | Sim                                                                     |
| 1980 | Congo]]                                       | '''Congo''' | Ana Deiró                             | 15                      | Sim                                                                     |
| 1987 | Sphere]]                                      | '''Esfera''' | Gilberto Galvão                       | 16                      | Sim                                                                     |
| 1990 | Jurassic Park                                 | Jurassic Park ou O parque dos dinossauros                                                                                                | Marcia Men                            | 17                      | Sim                                                                     |
| 1992 | Rising Sun                                    | ''' Sol nascente''' | Aulyde Soares Rodrigues               | 18                      | Sim                                                                     |
| 1994 | Disclosure                                    | '''Assédio Sexual''' ou '''Revelação'''                                                                                                  | Sonia Coutinho                        | 19                      | Sim                                                                     |
| 1995 | The Lost World                                | Mundo perdido | Aulyde Soares Rodrigues               | 20                      | Sim                                                                     |
| 1996 | Airframe                                      | '''Armadilha aérea''' ou Asas de morte (Portugal)                                                                                        | Aulyde Soares Rodrigues               | 21                      | Sim                                                                     |
| 1996 | Twister                                       | '''Twister = : Tornado : roteiro original'''                                                                                             | Aulyde Soares Rodrigues               | 22                      | Sim                                                                     |
| 1999 | Timeline                                      | '''Linha do tempo''' | Paulo Reis                            | 23                      | Sim                                                                     |
| 2002 | Prey                                          | '''Presa''' | Geni Hirata                           | 24                      | Sim                                                                     |
| 2004 | State of Fear                                 | '''Estado de medo''' | Aulyde Soares Rodrigues               | 25                      | Sim                                                                     |
| 2006 | Next                                          | '''Next: o futuro bem próximo''' | Pinheiro de Lemos                     | 26                      | Sim                                                                     |
| 2009 | Pirate Latitudes                              | '''Latitudes piratas''' | Sergio Moraes Rego e Lourdes Menegale | 27                      | póstumo - Sim                                                           |
| 2011 | Micro                                         | '''Micro''' | Márcia Frazão                         | 28                      | póstumo, completado por Richard Preston - Sim                           |
| 2017 | Dragon Teeth                                  | Dentes de Dragão | Marcelo Mendes                        | 29                      | póstumo - Sim                                                           |

## Filmes e televisão
Crichton escreveu e dirigiu diversos filmes:
- 1972 Pursuit
- 1973 Westworld - Onde ninguém tem alma
- 1978 Coma (adaptado do livro de Robin Cook (escritor)
- 1979 O Primeiro Assalto de Trem
- 1981 Looker
- 1984 Runaway - Fora de Controle
- 1989 Physical Evidence

Livros de Crichton adaptados por outros:
- 1971 The Andromeda Strain (Robert Wise)
- 1972 Dealing: Or the Berkeley-to-Boston Forty-Brick Lost-Bag Blues (Paul Williams)
- 1972 The Carey Treatment(Um caso de necessidade) (Blake Edwards)
- 1974 O Homem Terminal (Mike Hodges)
- 1993 Sol Nascente (Philip Kaufman)
- 1993 Jurassic Park - Parque dos Dinossauros (Steven Spielberg)
- 1994 Assédio Sexual (Revelação) (Barry Levinson)
- 1995 Congo (Frank Marshall)
- 1997 O Mundo Perdido: Jurassic Park (Steven Spielberg)
- 1998 Esfera (Barry Levinson)
- 1999 O 13º Guerreiro (Devoradores de Mortos) (John McTiernan)
- 2003 Linha do Tempo (Richard Donner)

Crichton também foi produtor executivo e criador da telessérie ER (conhecida no Brasil como Plantão Médico e em Portugal como Serviço de Urgências).